# Fustanella

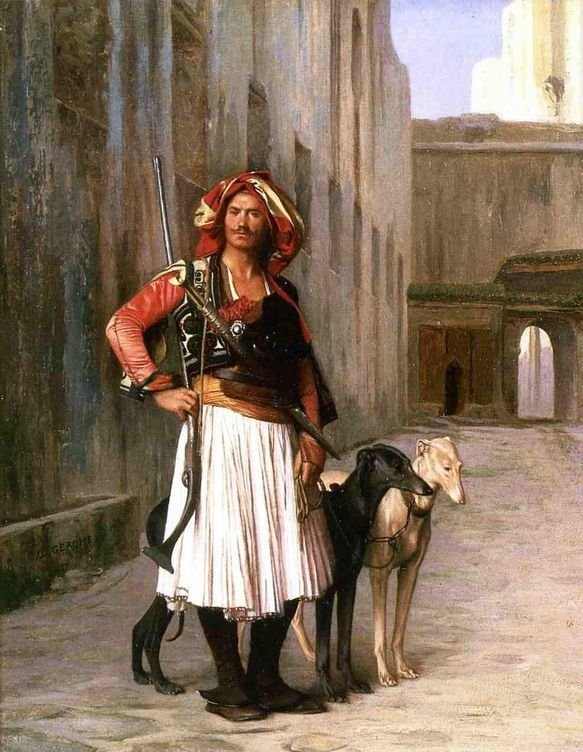
Jean-Léon Gérôme (1824–1904): Fustanella eines albanischen Soldaten in Kairo

Die Fustanella ist ein traditioneller Männerrock. Als typische Tracht wird der Faltenrock vor allem in Albanien und teils in Griechenland getragen und ist als Kleidungsstück in ganz Südosteuropa bekannt.

## Etymologie
Das Wort Fustanella kommt vom italienischen fustagno, das „Rock“ oder „Baumwollflanell“ bedeutet. Dieses Wort wurde vom lateinischen fūstāneum „harter Stoff“, Diminutiv von fustis, entlehnt. Weitere Namensvariationen sind im Albanischen fustani, im Griechischen foustani, im Rumänischen und im Türkischen fistan. Früher wurde das Kleidungsstück auch Albaneser Hemd genannt.

## Geschichte

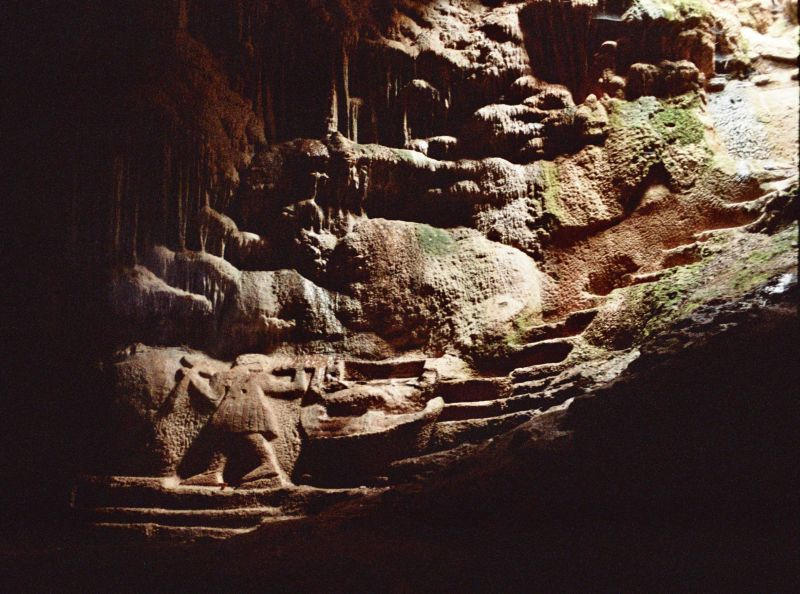
Das Relief in der Vari-Höhle im griechischen Bezirk Ostattika zeigt Archedemus von Thera, der hier ein Höhlenheiligtum einrichtete, in einem Rock. Um 400 v. Chr.

Auf der Balkanhalbinsel sind Kleidungsstücke in der Art der Fustanella seit dem 5. Jahrhundert vor Christus durch Statuen belegt. Darstellungen auf Grabsteinen, die in der Gegend des heutigen Durrës und Vlora gefunden wurden, zeigen jeweils einen Mann in einem Faltenrock. Andere illyrische Skulpturen wurden auch in Maribor gefunden. Andere Historiker vermuten, dass der Herrenrock von der klassischen römischen Toga abstammt.
Die traditionelle Tracht der Albaner und Aromunen verbreitete sich während der Revolution unter anderem durch die Arvaniten und Çamen auch in größere Teile Griechenlands und erlebte ihre Blütezeit als Teil der Militäruniform und als zeitgenössische Mode für Männer im 19. Jahrhundert.
Laut albanischer Legende, bewegen sich die Falten des Rocks, wie die Schwingen eines Adlers und lassen den Träger fliegend, durch das Schlachtfeld Tanzen, während eine griechische Legende besagt, das die 400 Falten des Rocks für jeweils ein Jahr der Unterjochung durch die Osmanen steht.

## Beschaffenheit
Die Fustanella besteht aus einem von der Taille bis zu den Knien reichenden, durch einen Zug über die Hüften zusammengehaltenen, glänzend-weißen Faltenrock. Nach den Knien zu geht er in weite Falten über, die sehr sorgfältig behandelt werden.
Das Material besteht meist aus Baumwolle oder Leinen, bei den Landleuten war der Stoff gröber.

## Verwendung in der Gegenwart
Heute ist die Fustanella noch Teil der Uniform der Soldaten, die das Grab des unbekannten Soldaten vor dem Athener Parlament bewachen und die Präsidialgarde stellen (Evzonen). Außerdem wird die Fustanella häufig vor allem in Griechenland und Albanien zu folkloristischen und festlichen Anlässen getragen.
Die griechische Band Koza Mostra ist auch dafür bekannt, dass sie in Kilts oder Fustanella auftreten.

## Bilder

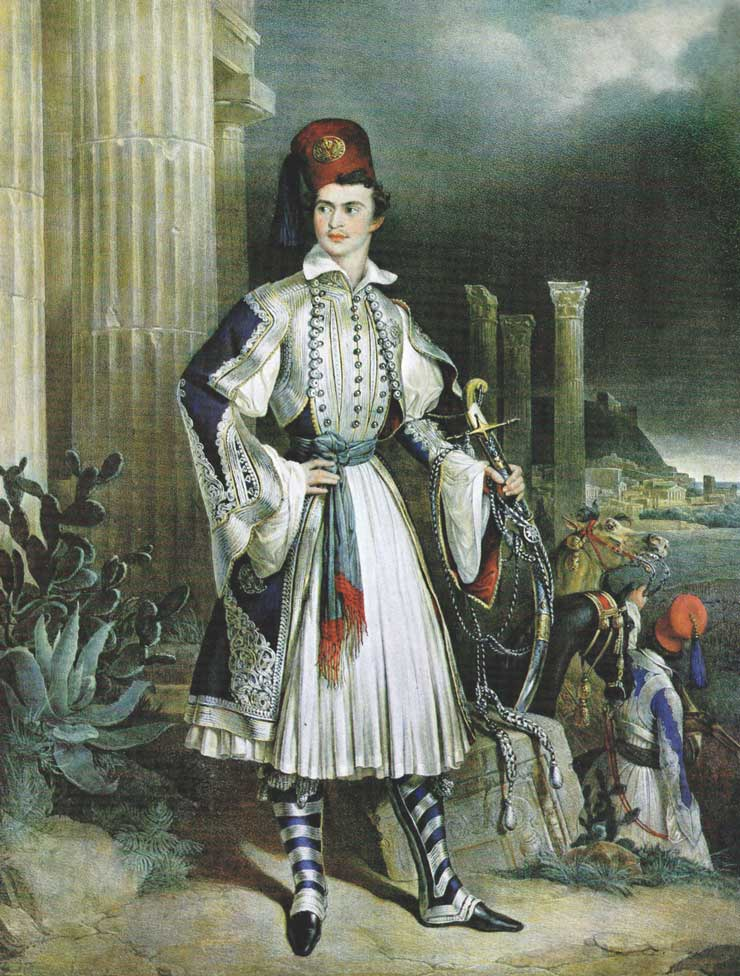
Porträt von König Otto von Griechenland
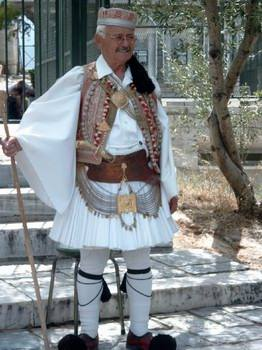
Fustanella eines Evzonen mit dem typischen plissierten Rock und den Bändern an den Strümpfen
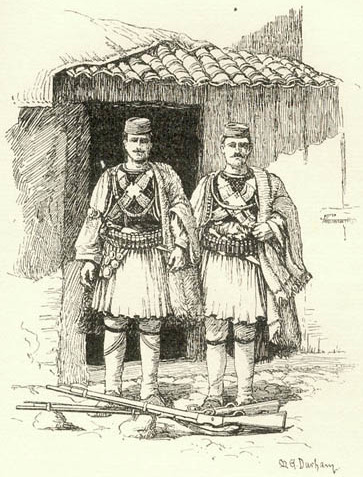
Südalbanische Tosken mit Fustanella, Skizze aus dem Jahre 1906
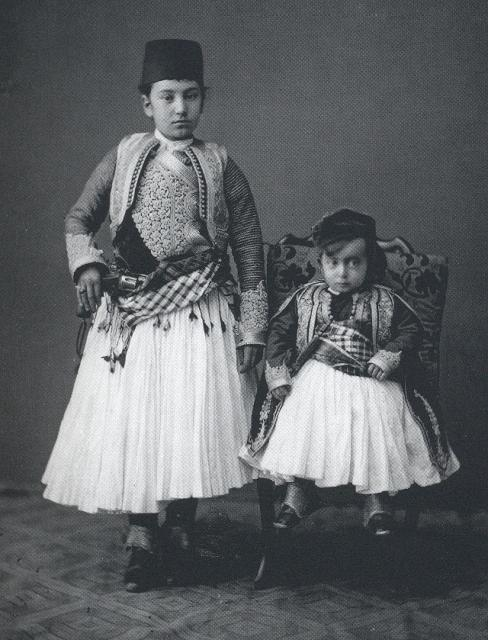
Aufnahme aus Shkodra um 1903
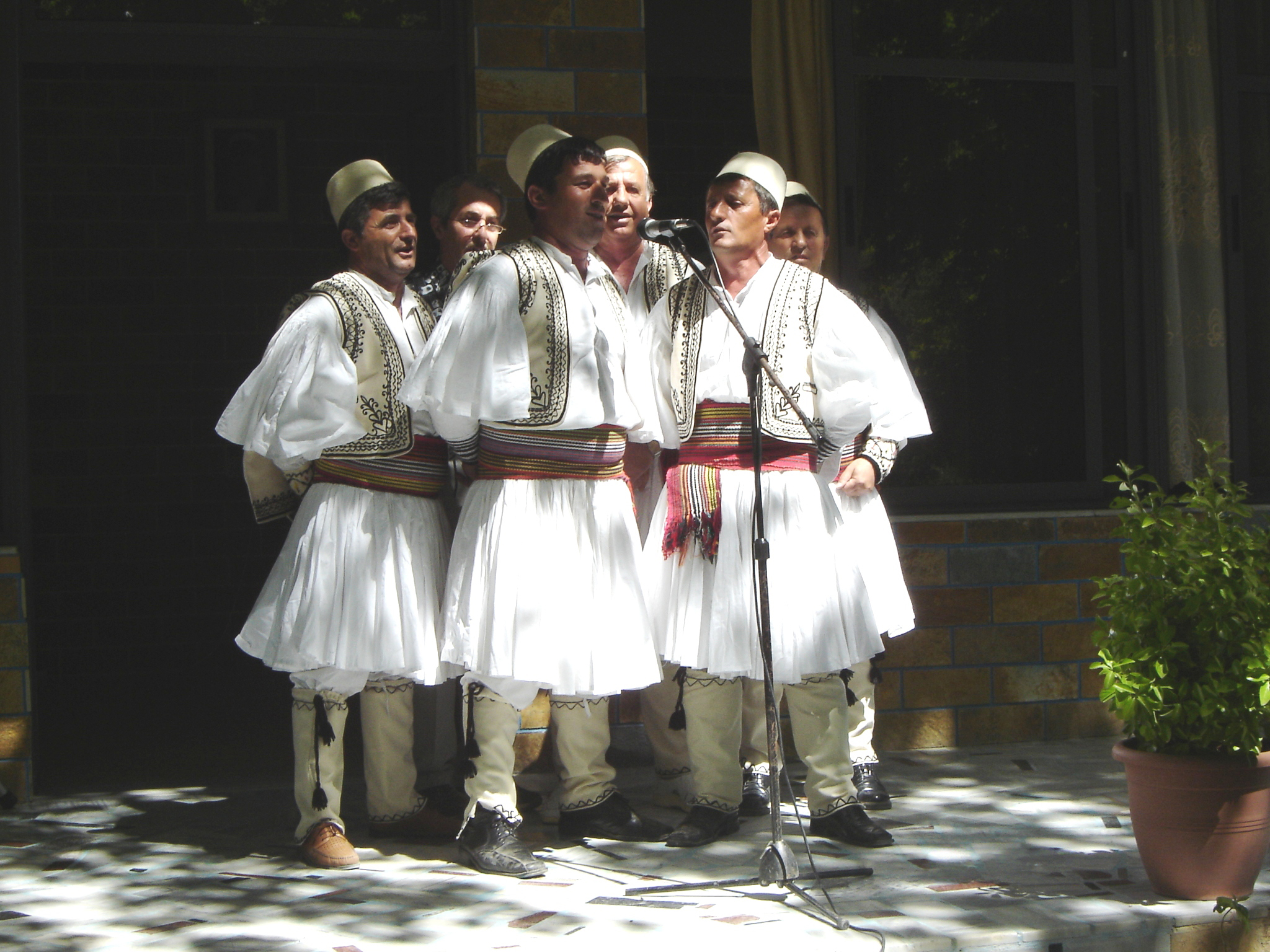
Iso-polyphonische Gesangsgruppe aus Skrapar